# Северин (папа римский)
Северин (лат. Severinus PP.; ?, Рим — 2 августа 640) — папа римский с 28 мая по 2 августа 640 года.

## Биография
Северин был римлянином по происхождению. Его отцом, согласно Liber Pontificalis, был некий Авиен. Имя отца предполагает его происхождение от членов римского сената: так, Флавий Авиен был римским консулом в 501 году.
Северин был избран на третий день после смерти своего предшественника, Гонория I, и папский нунций отправился в Константинополь, чтобы получить императорское одобрение избрания папы в октябре 638 года. Патриарх Сергий I Константинопольский в декабре 638 года, перед смертью, составил Эктезис в ответ на синодальное письмо Софрония, патриарха Иерусалимского, и, узнав о смерти папы Гонория, убедил императора Ираклия I издать этот документ в виде императорского указа, действующего по всей империи. Экзарх Исаак в Равенне получил инструкции обеспечить согласие папы с указом. "Эктезис" стал манифестом монофелитства, и Северин отказался его подписывать.
Экзарх Исаак исполнился решимости добиться поставленной перед ним цели и поручил своему помощнику Маврикию разграбить Латеранский дворец и заставить Северина согласиться с "Эктезисом". Маврикий собрал группу недовольных патрициев и местных солдат и убедил их, что папа удерживает жалование церковным служащим и хранит сокровища в Латеранском дворце. Толпа массово бросилась во дворец. Северину удалось изгнать грабителей из дворца. Тогда Маврикий попытался применить другую тактику, и через три дня явился во дворец с городскими судьями, которых он привлек на свою сторону. Они опечатали церковные сокровища, и Маврикий послал к экзарху гонца с вестью, что он может явиться во дворец и взять часть драгоценностей. Исаак вскоре появился и, изгнав священников из дворца, провел следующие восемь дней в грабежах церковной сокровищницы, предусмотрительно отправив их долю императору в Константинополь, чтобы предотвратить его неудовольствие.
Несмотря на разграбление Латеранского дворца, Северин остался твёрд в своих убеждениях. Между тем в Константинополе папские послы продолжали искать способы добиться подтверждения выборов Северина. Им было сказано, что если они не вернутся в Рим и не убедят папу принять "Эктезис", они попусту тратят своё время. Тогда послы заявили, что они готовы доставить документ папе, и если он ему понравится, то они попросят его подписать. Но они дали понять, что если император собирался заставить Северина подписать "Эктезис", то все духовенство епархии Рима встанет на его защиту, и такой путь завершится тупиком.
В течение следующего года легаты твердо стояли на своем, и, наконец, Ираклий отступил под давлением противников монофелитства. Император удовлетворил просьбу послов, легаты вернулся в Рим с одобрением императора, и Северин был окончательно утвержден как папа 28 мая 640 года. Исаак немедленно удалился в Равенну.
В течение своего короткого понтификата Северин созвал синод и осудил "Эктезис". Он также обновил мозаики в апсиде собора Святого Петра. Северин был уже очень стар к моменту подтверждения своего статуса, и его правление заняло еще лишь два месяца. 2 августа 640 года он умер.
В Liber Pontificalis Северин был описан как добрый, щедрый и мягкий человек, благодетель духовенства и друг бедным.